# Kloster Santi Ilario e Benedetto
Das Kloster Santi Ilario e Benedetto wurde im frühen 9. Jahrhundert am Westrand der Lagune von Venedig auf Initiative der Familie Particiaco gegründet, die zu dieser Zeit mit Agnello Particiaco (Herrscher etwa 811–827) den Dogen von Venedig stellte. Er und sein mitregierender Sohn Giovanni Particiaco übertrugen im Jahr 819, wie aus einer Urkunde hervorgeht, Abt Johannes fortan dazugehörende Liegenschaften und eine Kapelle. Sie war bis dahin nur als Sant’Ilario bekannt. Doch die Mönche befolgten die Benediktsregel, daher rührt der Namensteil Benedetto. Zum Kloster gehörten zudem bestimmte Rechte, wie etwa am Fischfang in einigen Teilen der Lagune, an Mühlen und vor allem an Ackerland. Die Initiative war wohl im Mai 819 von den Mönchen ausgegangen, die bis dahin auf der Insel San Servolo gelebt hatten, die ihnen jedoch den Unterhalt ihres Klosters nicht mehr ermöglichte.
Das Kloster wurde nicht nur zur Grablege für den Gründerdogen und seinen Sohn, also für Agnellus und Johannes, wie sie in den zeitnahen Dokumenten heißen, sondern auch für weitere zwei Dogen, was die Bedeutung der Einrichtung unterstreicht. So wurden hier im Jahr 976 Pietro IV. und drei Jahre später Vitale Candiano beigesetzt. Bereits Anfang des 12. Jahrhunderts zerstört, wurde es im 15. Jahrhundert aufgegeben. Die Klostergründung stellt das erste Ausgreifen Venedigs auf die Terraferma, das oberitalienische Festland dar. Im 10. und 11. Jahrhundert erwarben zahlreiche vermögende Venezianer Land auf dem Festland, was im 12. bis 13. Jahrhundert zur Entstehung eines ‚unsichtbaren Contado‘ führte, einer informellen Inbesitznahme von immer mehr zusammenhängenden Landgebieten, und zwar an den Rechtsansprüchen des Römisch-deutschen Reiches vorbei. Klöster und Kirchen im unmittelbaren Umkreis der Lagune, gesteuert durch die führenden Familien Venedigs, boten dazu die ersten Möglichkeiten.

## Geschichte

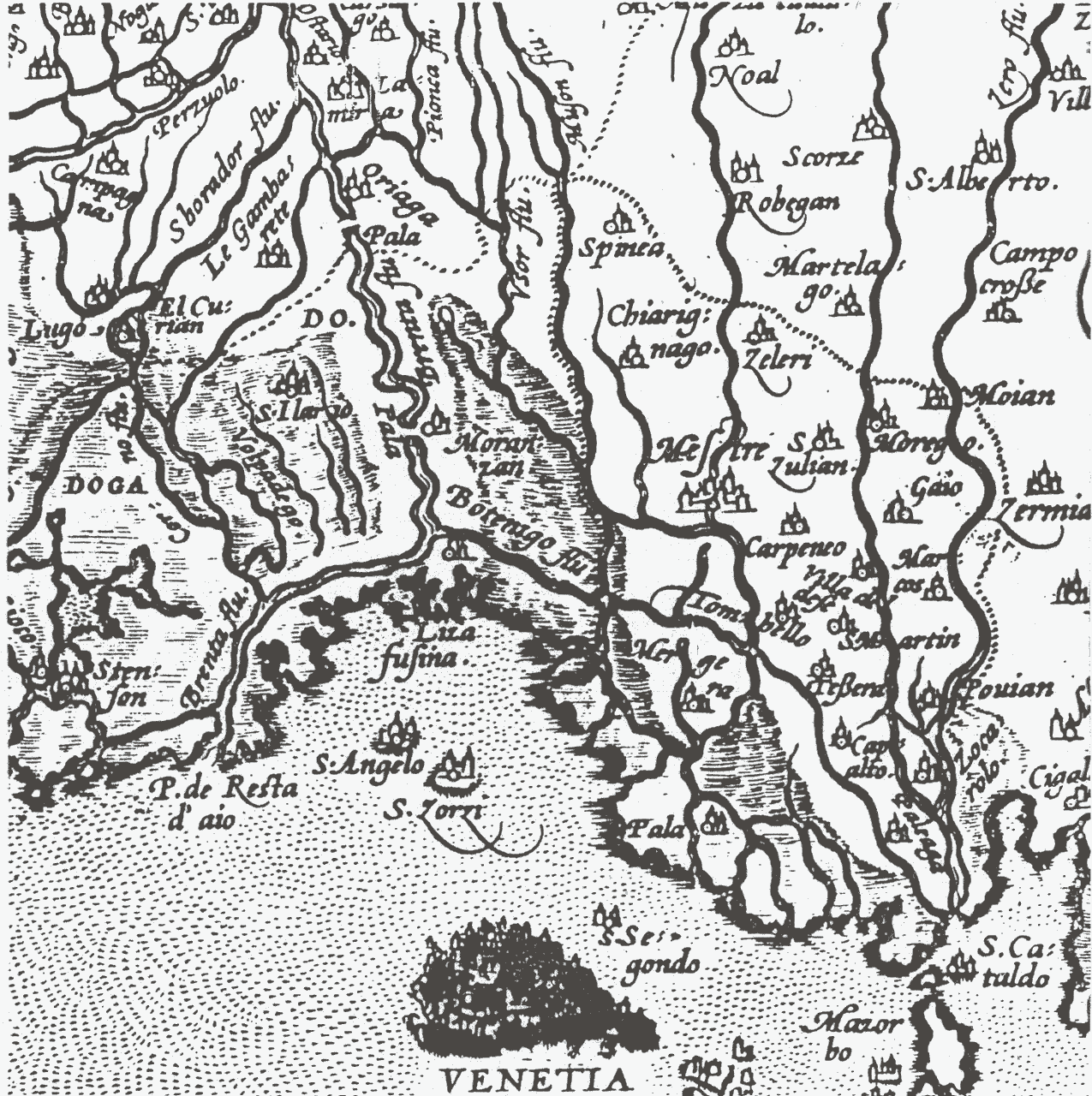
Eine Karte des 15. Jahrhunderts verzeichnet im Gebiet des Brenta noch das Kloster S. Ilario

Die Klostergründung fiel in eine Zeit, in der Venedig zwischen den Großreichen lavieren musste, also zwischen dem Frankenreich Ludwigs des Frommen und dem Byzantinischen Reich. Seit jeher werden entsprechende Interessengruppen innerhalb der Lagune vermutet, die sich mehr dem einen oder anderen der beiden Reiche zuwandten. Hinzu kam, dass erst wenige Jahre zuvor die Residenz des Dogen von Metamaucum (nahe Malamocco) nach Rialto verlegt worden war, wo sie bis 1797, also bis zum Ende der Republik Venedig verblieb. Daher geht auch der Baubeginn des Dogenpalasts auf Agnello zurück. Er selbst entstammte einer Familie aus Heracleia, das am Nordrand der Lagune lag, auf dem Festland. Doch die Lagune hatte sich, folgt man der venezianischen Überlieferung, als sichererer Ort, vor allem gegen fränkische Ambitionen erwiesen. Pippin, der Sohn Karls des Großen, hatte nämlich versucht – ob mit oder ohne Erfolg bleibt unklar, jedenfalls nicht auf Dauer – die Hauptinseln der Lagune zu erobern. Auch geht auf die Particiaco-Familie eines der bedeutendsten Klöster zurück, San Zaccaria, und zudem wurden 829 die Reliquien des hl. Markus nach Venedig verbracht.
Wie San Zaccaria, so wurde auch Sant’Ilario mit privaten Gütern der Particiaco ausgestattet, wie das Testament des Giovanni Particiaco von 829 erweist. Auch lieferte er Steine für die Vergrößerung des wachsenden Klosters („de petra que habemus in Equilo compleatur hedifficia monasteri“). Ähnlich wie das zum Dogenpalast als Kapelle gehörende San Marco, so erhielt auch dieses Kloster einen entsprechenden Status und war damit der Kirchenhierarchie weitgehend entzogen. Denn damit war das Kloster den beiden infrage kommenden Oberhirten, dem Patriarchen von Grado ebenso entzogen, wie dem Bischof von Olivolo, der zudem der Nachbar des Dogen war.
Durch zahlreiche Donationen dehnte sich der Grundbesitz des Klosters weit in das Gebiet der Städte und späteren Kommunen Padua und Treviso aus. Damit kontrollierten die Particiaco weite Gebiete politisch und ökonomisch. 914 erhielt San Zaccaria ähnliche Schenkungen bei Monselice. Den Rechtshintergrund bildeten zum Teil langobardische, aber auch fränkische Vorstellungen, wie sie sich in den Begrifflichkeiten der Urkunde von 819 widerspiegeln, denn dort finden sich Begriffe wie Gastalde oder Kapelle. Unklar ist zudem, ob sich das Kloster noch innerhalb des Dogats befand, oder ob es bereits zum Regnum Italicum gehörte. So scheint es, als ob die Particiaco ein Kloster dazu nutzten, um ihren persönlichen Einflussbereich auf fränkisches Gebiet auszuweiten.
Als Motiv wurden auch ökonomische Ziele hervorgehoben, denn das Kloster lag auf einer Insel im mehrarmigen Mündungsgebiet des Brenta und stellte dementsprechend eine Art Hafen dar, einen Zugang zum Festland, bzw. zum Fluss- und Kanalsystem des Hinterlandes. Damit geriet es in die oberitalienischen Auseinandersetzungen zwischen Venedig und dem Reich.
Die Annäherung an den Papst in der Auseinandersetzung um das Patriarchat von Grado veranlasste Kaiser Heinrich III., den Oberherrn des verfeindeten Patriarchates Aquileia, dem Bischof von Treviso, Rotarius II. (1046–1065), im Mai 1047 ein wichtiges Privileg auszustellen. Darin wurde dem Bistum das Kloster Santi Ilario e Benedetto unterstellt, dazu einige Höfe mit der Decima sowie der dazugehörige Kirchendistrikt. Das unmittelbar dem Dogen unterstehende Kloster leistete jedoch niemals Abgaben und unterstellte sich auch nicht dem Bischof. Doch in dessen Hauptstadt forderte eine Synode unter Leitung des neuen Patriarchen von Aquileia, Gotebald (1048–1063), die Umsetzung des Privilegs. Domenico Contarini, der Doge, griff nun persönlich ein und wandte sich direkt an den Kaiser. Nun erkannte Gotebald unter Rückkehr zu früheren Entscheidungen die klösterlichen Rechte an. Dann wurde im Januar 1052 in Altinum in einem Placitum dem Kloster die friedliche Nutzung seiner Besitztümer gestattet.
Diese Entwicklung erreichte unter Abt Petrus (Piero oder Pietro) ihren Höhepunkt in den Jahrzehnten um 1100. Erstmals als Abt erscheint er 1097 in den Quellen, zuletzt 1117. Er verkaufte die Insel San Servolo an die Benediktinerinnen aus Chioggia.

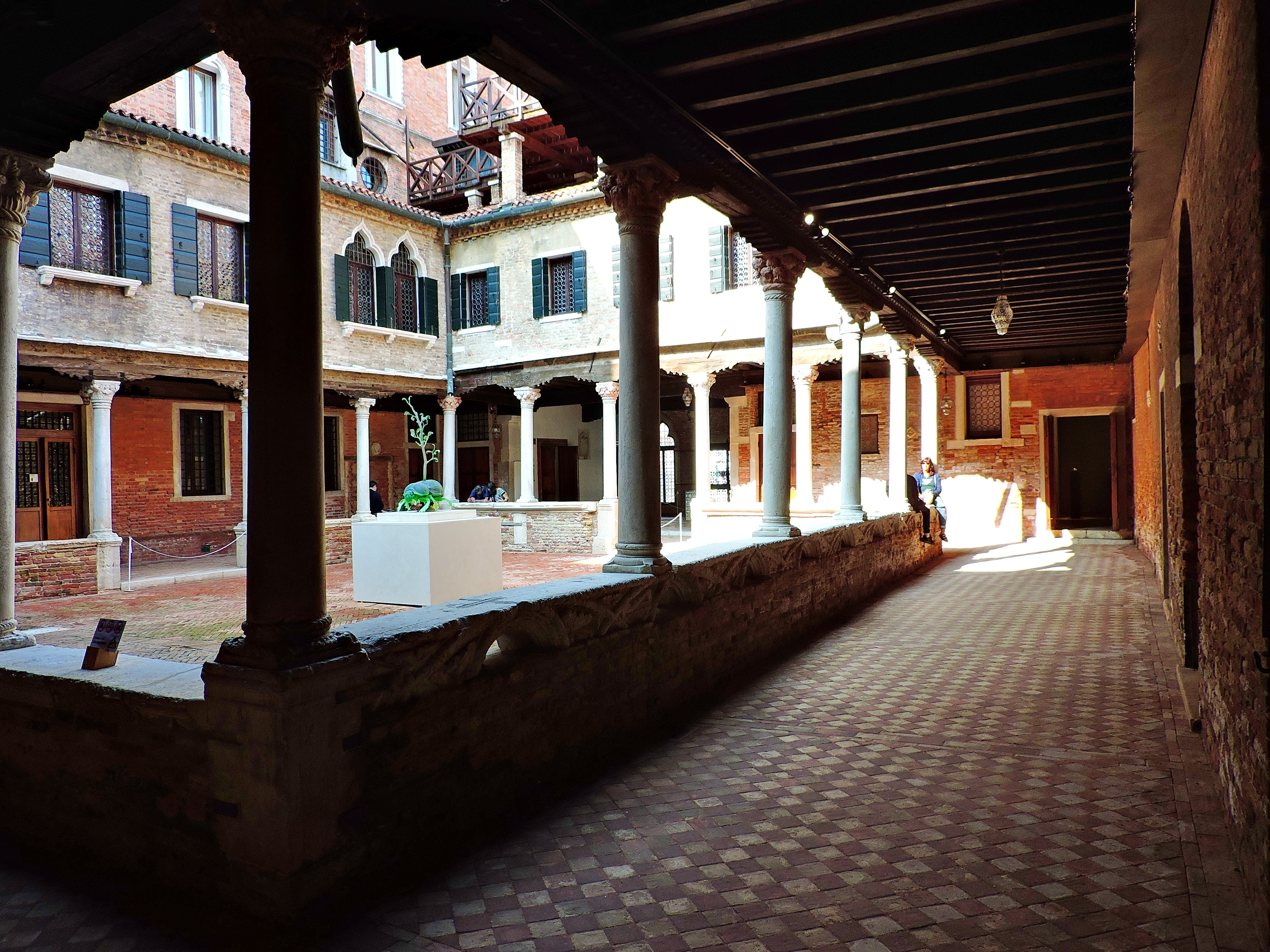
Kreuzgang des Klosters San Gregorio

Der Bischof von Treviso ließ im Mai 1107 das Kloster zerstören. Noch 1117 kaufte Abt Petrus für die Abtei den beiden Grafen der Marca Trevigiana, Arsedisio und Vidotto di Collalto, umfangreiche Güter ab. Doch 1142 öffneten Paduaner dem Wasser des Brenta einen Abfluss zur linken, so dass das Gebiet des Klosters überschwemmt wurde. Im 12. Jahrhundert kam es zur Versumpfung weiter Gebiete, was schon oft geistliche Gemeinschaften in der Lagune zum Aufgeben ihres Domizils gezwungen hatte und weiterhin zwingt.
Nach Tommaso Temanza kam es 1214 durch den Paduaner Giacomo de Sancto Andrea zu einem schweren Schlag gegen Santi Ilario e Benedetto, denn er plünderte das Kloster. Inzwischen war es nicht mehr das Reich, das hier seine Rechte verteidigte, sondern vor allem die Kommune Padua, die in dem Klosterbesitz nichts anderes sah, als die Vorhut einer feindlichen Stadt.
1250 wurde das Kloster von Ezzelino da Romano erobert, womit wiederum die kaiserliche Seite in die Auseinandersetzungen eingriff. Dennoch blühte das Kloster, wie eine Quelle für das Jahr 1259 berichtet. 1375 wurde das Kloster von den Carrara besetzt. Die Mönche waren immer wieder nach San Gregorio in Venedig umgezogen. Der Niedergang des Klosters wurde durch die Kriege mit Genua am Ende des 14. Jahrhunderts beschleunigt (vgl. Chioggia-Krieg). Die letzten Mönche wurden ins Kloster San Gregorio transferiert.

## Archäologie
Dass es Waren des Frankenreichs, wie solche aus Byzanz waren, die hier im Handel eine Rolle spielten, erwiesen spätestens archäologische Grabungen im Jahr 2007. Jenseits einer Übergangszone von 70 bis 100/120 cm unterhalb des heutigen Ackerlandes sind die archäologischen Schichten vollkommen ungestört. Der Rücken, auf dem das untergegangene Kloster stand, war noch bis ins 19. Jahrhundert als kleine Erhöhung sichtbar. Er wurde erst durch tiefergreifende Pflüge des 20. Jahrhunderts abgetragen, verstärkt durch Entnahmen für den Bau von Festungsanlagen nach dem Ersten Weltkrieg.
Auf einer Fläche von 3500 m² fanden sich dennoch etwa 2000 Artefakte. Sie reichen zeitlich vom 4. bis zum 19. Jahrhundert. Die Hauptmasse der Artefakte stammt allerdings aus der Blütezeit des Klosters zwischen dem 7. und dem 10. Jahrhundert, mit einem Rückgang im 11. und 12. Jahrhundert. Im Bereich der Klosterkirche fanden sich Bruckstücke von Mosaiken, Glas, von Lampen, sowie zahlreiche weitere typische Artefakte. Im 13. und 14. Jahrhundert wurde ein Festungswerk errichtet. Aus dem 15. und 16. Jahrhundert stammen schließlich kaum mehr 10 % des Materials, zumal die Mönche nunmehr nach San Gregorio in Venedig umsiedelten. Nur 2 % stammen aus den Epochen danach. Um die Kirche herum ließ sich ein Friedhof mit entsprechenden Belegungen nachweisen.
Das wissenschaftliche Interesse für die Klosteranlage setzte spätestens im 18. Jahrhundert ein. 1873 fand eine erste Grabung statt. Die seinerzeit gehobenen Artefakte befinden sich heute im Archäologischen Museum am Markusplatz. Es handelt sich um Säulen, Kapitelle, Terracottafragmente usw. Aus dem 9. Jahrhundert stammen zwei Grabinschriften, die einem Lantfrid sowie einer Constantia gewidmet sind. Hinzu kommen drei Sarkophage. Einer von ihnen lässt sich nicht mehr datieren, während die beiden anderen aus dem frühen und der zweiten Hälfte des 9. Jahrhunderts stammen. Der jüngere scheint jedoch eine Überarbeitung eines spätantiken Sarkophags darzustellen. Die kaum lesbare Inschrift gestattet die Zuordnung zu einem Donato und (vielleicht) seinem Sohn.